# Lauren Campbell
Pour les articles homonymes, voir Campbell.
Lauren Campbell née Groves le 2 septembre 1981 à Vancouver au Canada est une triathlète professionnelle canadienne, triple championne du Canada (2006, 2009 et 2012).

## Palmares
Le tableau présente les résultats les plus significatifs (podium) obtenus sur le circuit national et international de triathlon et de duathlon depuis 2003,.
| Année | Compétition                                        | Pays       | Position           | Temps           |
| ----- | -------------------------------------------------- | ---------- | ------------------ | --------------- |
| 2012  | Coupe du monde de triathlon - étape d'Edmonton     | Canada     | Médaille d'or      | 1 h 4 min 42 s  |
| 2012  | Championnat du Canada de triathlon                 | Canada     | Médaille d'or      | 1 h 4 min 42 s  |
| 2012  | Coupe panaméricaine - étape de Bridgetown          | Barbade    | Médaille d'or      | 1 h 1 min 12 s  |
| 2009  | Coupe panaméricaine - étape de Kelowna             | Canada     | Médaille d'or      | 2 h 5 min 0 s   |
| 2009  | Championnat du Canada de triathlon                 | Canada     | Médaille d'or      | 2 h 5 min 0 s   |
| 2009  | Championnats du monde de triathlon en relais mixte | États-Unis | Médaille de bronze | 1 h 21 min 31 s |
| 2008  | Championnats panaméricains                         | Mexique    | Médaille d'argent  | 1 h 58 min 31 s |
| 2007  | Jeux panaméricains                                 | Brésil     | Médaille de bronze | 1 h 59 min 50 s |
| 2006  | Coupe panaméricaine - étape de Brampton            | Canada     | Médaille d'or      | 2 h 4 min 16 s  |
| 2006  | Coupe panaméricaine - étape de Roatan              | Honduras   | Médaille d'or      | 2 h 7 min 30 s  |
| 2006  | Championnat du Canada de triathlon                 | Canada     | Médaille d'or      | Timing          |
| 2003  | Coupe du monde de duathlon - étape de Cinncinnati  | États-Unis | Médaille de bronze | 1 h 56 min 46 s |